# 酔醒
『酔醒』（よいざめ）は、フォークデュオ・古井戸が、1975年10月1日にCBSソニーに移籍して最初で最後のアルバム。次作からはキティ・レコードに移籍した。

## 解説
古井戸が自らの手でアレンジ・プロデュースし、混沌としたニュー・ミュージック界に波紋を投じた衝撃のニュー・アルバム。
シングル「ステーションホテル」も同日発売した。

## 収録曲

### Side A
1. 飲んだくれジョニー  –  (3:59)
  - 作詞・作曲：仲井戸麗市
2. おまえと俺 –  (3:48)
  - 作詞・作曲：加奈崎芳太郎
3. ねぇ君  –  (2:36)
  - 作詞・作曲：仲井戸麗市
4. スーパードライバー5月4日  –  (5:51)
  - 作詞・作曲：仲井戸麗市
5. ステーションホテル  –  (3:57)
  - 作詞・作曲：仲井戸麗市
6. 遥かなる河  –  (4:00)
  - 作詞・作曲：加奈崎芳太郎

### Side B
1. Whisky Romance  –  (4:16)
  - 作詞・作曲：仲井戸麗市
2. 雨に唄えば  –  (3:48)
  - 作詞・作曲：仲井戸麗市
3. 私の風来坊 –  (4:36)
  - 作詞・作曲：仲井戸麗市
4. 黄昏マリー  –  (5:21)
  - 作詞・作曲：仲井戸麗市
5. 人生に幸多かれ  –  (3:16)
  - 作詞・作曲：加奈崎芳太郎
6. 懐しくない人  –  (1:02)
  - 作詞・作曲：仲井戸麗市

## レコーディング・メンバー

### 飲んだくれジョニー
- ボーカル  –  加奈崎芳太郎
- ガット・ギター  –  仲井戸麗市
- ピアノ  –  山本剛
- ベース  –  福井五十雄
- ドラム  –  山木秀夫

### おまえと俺
- ボーカル  –   仲井戸麗市
- アコースティック・ギター  –  仲井戸麗市、加奈崎芳太郎
- ピアノ  –  山本剛
- ベース  –  福井五十雄
- ドラム  –  山木秀夫

### ねぇ君
- ボーカル  –   加奈崎芳太郎
- アコースティック・ギター  –  仲井戸麗市、奥津光洋
- ベース  –  高水健司
- コンガ  –  浜口茂外也
- フルート  –  浜口茂外也

### スーパードライバー5月4日
- ボーカル  –   加奈崎芳太郎、仲井戸麗市
- アコースティック・ギター  –  加奈崎芳太郎、仲井戸麗市
- ブルース・ハープ：奥津光洋
- ピアノ  –  山本剛
- ベース  –  福井五十雄
- ドラム  –  山木秀夫
- SE協力  –  Cherry F H (CHABO'S)、喫茶店「丘」、首都高速
- スーパー・テクニカル・ドライバー  –  CHABO'

### ステーションホテル
- ボーカル  –   加奈崎芳太郎
- アコースティック・ギター  –  仲井戸麗市
- ブルース・ハープ：松田幸一
- ピアノ  –  山本剛
- ベース  –  福井五十雄
- ドラム  –  山木秀夫
- ビブラフォン  –  松石和宏

### 遥かなる河
- ボーカル  –  加奈崎芳太郎
- ピアノ  –  ジョン山崎
- ベース  –  高水健司

### Whisky Romance
- ボーカル  –  仲井戸麗市
- アコースティック・ギター  –  仲井戸麗市
- ハモンドオルガン：ジョン山崎
- ベース  –  真鍋真一
- コンガ  –  浜口茂外也
- ブルースハープ  –  松田幸一
- SE協力  –  初秋のニセワイキキ海岸

### 雨に唄えば
- ボーカル  –  仲井戸麗市
- アコースティック・ギター  –  仲井戸麗市
- ベース  –  高水健司
- スプーン・パーカッション  –  松田幸一
- バンジョー  –  小山光弘
- バックコーラス  –  100万弗シンガーズ（マサル、敬吾、サチオ、ひちゃこ＆ヨシタロウ）

### 私の風来坊
- ボーカル  –  加奈崎芳太郎
- アコースティック・ギター  –  仲井戸麗市
- フット・フォール  –  加奈崎芳太郎
- ベース  –  福井五十雄

### 黄昏マリー
- ボーカル  –  加奈崎芳太郎
- ガット・ギター  –  仲井戸麗市
- ピアノ  –  山本剛
- ベース  –  福井五十雄
- ドラム  –  山木秀夫

### 人生に幸多かれ
- ボーカル  –  加奈崎芳太郎
- アコースティック・ギター  –  仲井戸麗市
- ガット・ギター  –  仲井戸麗市
- ベース  –  高水健司
- タンゴ・ハープ  –  松田幸一
- パーカッション  –  松田幸一

### 懐しくない人
- ボーカル  –  仲井戸麗市
- アコースティック・ギター  –  仲井戸麗市

### スタッフ
- プロデューサー  –  古井戸
- エグゼクティブ・プロデューサー  –  村上優
- ディレクター  –  蔭山敬吾
- ミックス  –  マーキー野村
- デザイン  –  小林あきひろ
- 写真  –  おおくぼひさこ

## 発売履歴
| 発売日        | レーベル          | 規格 | 規格品番  | 備考                                                    |
| ------------- | ----------------- | ---- | --------- | ------------------------------------------------------- |
| 1975年10月1日 | CBSソニー         | LP   | SOLL-176  |                                                         |
| 1990年9月15日 | CBSソニー         | CD   | CSCL-1252 | CD選書。                                                |
| 2006年4月5日  | Sony Music Direct | CD   | MHCL-769  | 70's FOLK 8選、デジタル・リマスター、紙ジャケット仕様。 |
| 2012年10月1日 | Sony Music Direct | 配信 |           | AAC-LC 320kbps。                                        |